# Associated Equipment Company
AEC, acronyme de Associated Equipment Company, était un constructeur anglais d'autobus, de trolleybus et de camions. La société a été créée en 1912 et est passée sous le contrôle de Leyland Motor Corporation en 1962, elle a poursuivi son activité jusqu'à la disparition de British Leyland en 1979. Les véhicules ont été commercialisés sous la marque AEC sauf dans plusieurs pays d'Amérique latine sous la marque ACLO. Le siège social était basé à Southall dans le borough londonien d'Ealing.

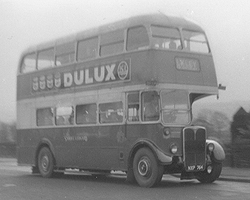
Autobus à impériale AEC Regent

## Histoire
La London General Omnibus Company - LGOC a vu le jour en 1855 à la suite de la fusion de différents services de coches qui desservaient Londres. La société a commencé à fabriquer les premiers autobus à moteur en 1909 avec le Type X, conçu par l'ingénieur Frank Searle, responsable des ateliers de Blackhorse Lane, à Walthamstow. Searle développa ensuite le Type B, considéré comme l'un des premiers véhicules à moteur commerciaux produit en série,.
En 1912, LGOC a été rachetée par l’Underground Electric Railways Company qui exploitait l'essentiel du Métro de Londres ainsi que plusieurs lignes de tramway. À la suite de cette absorption, une filiale distincte pour la fabrication des pièces d'autobus : Associated Equipment Company, ou AEC a été créée,

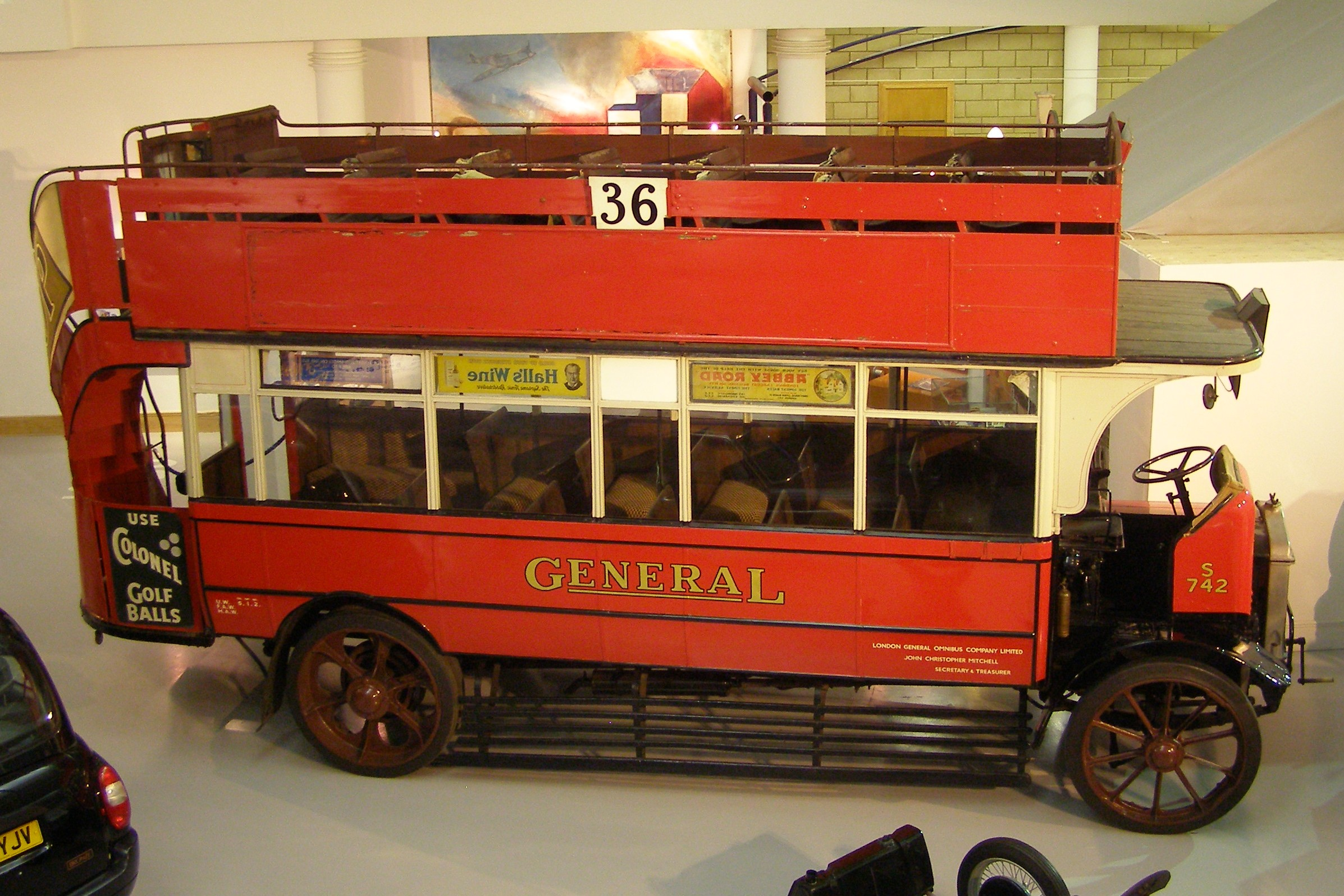
Autobus AEC type S (1921) au Heritage Motor Centre

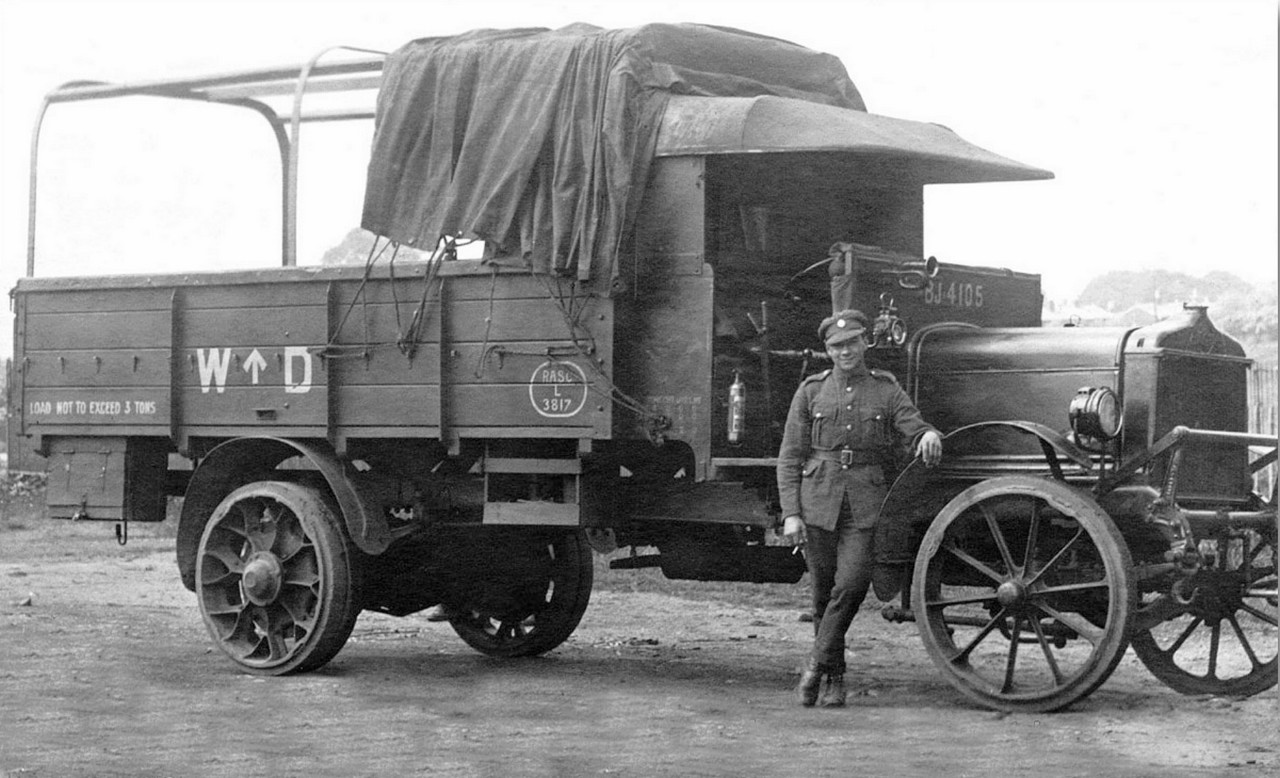
Camion AEC Type Y

Le premier véhicule industriel d' AEC était un camion basé sur le châssis de l'autobus Type X. Avec le déclenchement de la Première Guerre mondiale en 1914, la capacité d'AEC à produire une grande quantité de camions en utilisant ses chaînes de montage a pris toute son importance pour répondre aux besoins croissants de l'armée. AEC a commencé la production à grande échelle du camion Type Y de 3 tonnes en 1916 et s'est poursuivie après la fin de la guerre. À partir de ce moment, AEC est devenu officiellement un constructeur de camions et d'autobus. 

### Période d'entre deux guerres
En 1926, AEC et Daimler Ltd, (ancienne marque d'automobiles de luxe anglaise fondée en 1896) créent l'"Associated Daimler Company" qui a été dissoute deux ans plus tard. En 1927, AEC transfère ses fabrications de Walthamstow vers une nouvelle usine à Southall.
À partir de 1929, AEC produit de nouveaux modèles: les noms des camions commencent tous par «M» (Majestic, Mammoth, Mercury, etc.), et ceux des bus commencent par «R» (Regent, Regal, Renown, etc.). Les «modèles M» d'origine ont été fabriqués jusqu'à la fin de la Seconde Guerre mondiale. AEC a équipé toute sa gamme de moteurs diesel à partir du milieu des années 1930. 
De 1931 à 1938, AEC et English Electric produisent ensemble des trolleybus. AEC fournissait les châssis et English Electric les moteurs électriques et l'équipement de commande. En 1932, AEC prend une participation majoritaire dans la filiale britannique de la société américaine FWD - Four Wheel Drive et utilisé des composants AEC standard dans ces véhicules. Pour éviter toute confusion, ils ont été commercialisés sous le nom de Hardy. La production a cessé en 1936. 

### Seconde Guerre mondiale
La production de véhicules non militaires a été interrompue en 1941. Jusqu'en 1944, comme toutes les grandes entreprises britanniques, AEC a produit près de 10.000 camions au titre de l'effort de guerre. Pendant la guerre, AEC a produit le tracteur d'artillerie Matador 4x4 de 10 tonnes, une adaptation de son camion "Matador 4x2" qui exploitait les fruits de la coopération entre AEC et FWD Hardy. Une version 6x6 baptisée "Marshall" a presque toujours été appelée "Matador". AEC a également fabriqué une automitrailleuse blindée en 1941. Le châssis du "Matador" a également été utilisé pour construire le véhicule automoteur antichar "Deacon", brièvement utilisé en Afrique du Nord et le véhicule de commandement blindé "Dorchester". 

### La période d'après-guerre
En 1946, AEC et Leyland Motors forment British United Traction, une coentreprise pour fabriquer des trolleybus et des moteurs diesel pour les autorails. La même année, AEC reprend la production de véhicules civils comme le Regent II et le Regal I. Il s'agissait de la remise en fabrication de modèles anciens d'autobus datant de 1939. En 1948, la production des modèles Mammoth Major, Matador et Monarch Mk III commence. 
En 1948, AEC rachète les sociétés Crossley Motors et "Maudslay Motor Company" et le 1er octobre 1948, AEC crée Associated Commercial Vehicles - ACV, une holding qui chapote les entreprises nouvellement acquises ainsi que sa propre unité de production renommée AEC Limited. Le logo AEC est resté sur les véhicules, à l'exception de certaines versions rebadgées comme l'autobus Crossley Regent. En 1949, ACV rachète le constructeur d'autocars Park Royal Vehicles et sa filiale "Charles H Roe". Park Royal va concevoir la nouvelle cabine pour le Mercury au milieu des années 1950? Cette cabine a été montée sur tous les modèles de la gamme. 
En 1961, ACV rachète Thornycroft. La marque Thornycroft a disparu sur tous les véhicules, à l'exception des modèles demandés lors des appels d'offres pour les aéroports. Les moteurs AEC ont été utilisés par le constructeur de camions et autobus finlandais Vanaja dans les années 1960.

### Rachat par Leyland
Leyland Motors a racheté ACV en 1962. Les camions AEC ont bénéficié des cabines «Ergomatic» utilisées par plusieurs marques du groupe Leyland dont Albion. En 1968, la fabrication des autobus à impériale AEC a été arrêtée avec les derniers Routemaster. Les derniers autobus, autocars et camions ont été produits en 1979. Le nom AEC a disparu en 1977. Après, seul le Leyland Marathon a été construit dans l'usine de Southall jusqu'à ce que British Leyland ne la ferme en 1979,. En 1979, la production des camions et autobus Leyland (AEC) a été transférée dans d'autres usines du groupe Leyland. 

## Opérations à l'étranger

### ACLO
ACLO - acronyme de Associated Company Lorries and Omnibuses, était une des marques utilisée par AEC dans les pays d'Amérique Latine, notamment le Brésil, et en Espagne, sauf au Portugal, pour commercialiser ses modèles.
Il semble que la raison pour laquelle le nom AEC n'ait pas été utilisé soit due à l'opposition formelle du groupe allemand AEG, très présent dans les pays hispanophones, pour éviter la confusion entre les marques. Cela s'est également vérifié sur le marché allemand où le modèle AEC 422 NS a été commercialisé par BVOAG Berlin sous la marque ACLO.
Les autobus ACLO étaient très répandus en Argentine, en Uruguay et au Brésil. Ils étaient plus rapides que les Leyland Tiger utilisés par d'autres flottes. Une caractéristique intéressante était le changement de vitesse par présélecteur, semblable à ceux des Leyland, commandé par un petit levier.
En Espagne, les autobus urbains ACLO sont surtout des modèles à impériale à Barcelone et des autocars de ligne à la compagnie de transports ALSA.

### UTIC-AEC
Au Portugal, les modèles AEC, autocars et autobus mais aussi des camions, ont été assemblés et carrossés par UTIC, une importante entreprise de carrosseries industrielles de Lisbonne. Les véhicules ont été commercialisés sous la marque UTIC-AEC, pendant de nombreuses années.
Entre 1971 et 1973, un concessionnaire de Loughborough, a importé neuf autocars UTIC U2043 qui ont été commercialisés sous le nom de Moseley Continental Tagus. Ils étaient mécaniquement équivalents au modèle "Reliance" à moteur arrière ou à au "Swift 691" qu'AEC avait prévu mais jamais commercialisé. Ils coûtaient relativement cher et leur style carré semblait daté aux yeux des Britanniques comparés aux modèles "Elite" ou "Dominant". Ce fut un échec et ce sont les seuls exemplaires d'autocars avec conduite à droite construits par UTIC.

### Barreiros AEC
Après la fin de la guerre civile avec sa mise en autarcie et à la fin de la Seconde Guerre mondiale avec les sanctions internationales imposées à l'Espagne du Général Franco au niveau des exportations vers le pays, ont réduit à zéro les ventes d'AEC en Espagne. AEC s'est rapproché du constructeur de camions Barreiros SA pour produire sous licence des autobus et des autocars AEC ainsi que des camions benne. L'entreprise a lancé son activité en fin d'année 1961 et commercialise ses modèles sous la marque "Barreiros AEC". Mais en 1962, AEC est racheté par Leyland Motors Ltd ce qui a rapidement fait avorter le projet car Leyland avait déjà un partenariat avec son grand rival espagnol, la société d'Etat Pegaso. En juin 1964, le groupe américain Chrysler rachète 35 % de Barreiros et arrive à 67 % en 1967. Mais Chrysler ne construit que des automobiles et  Barreiros cherche un partenaire dans le secteur des autobus et s'engage avec le constructeur belge Van Hool en 1967. Le constructeur belge rachètera d'ailleurs à Chrysler España SA l'usine de Saragosse où étaient assemblés les autobus en 1971.

## Productions
Liste des autobus AEC et London General Omnibus Company - LGOC de 1909 jusqu'à la fermeture en 1979.

### Autobus et autocars

#### LGOC / AEC (1909 - 1918)
- LGOC type X
- LGOC type B

#### 1918-1941
- AEC type K (1919–1926)
- S-type (1920–1927)
- NS-type (1922–1929)[8]
- Série 400
- Série 500
- Renown (1925–1929)
- Type LS (1927–1928)
- Reliance série 660 (1928–1932), modèle de transition avec le nouveau moteur 6 cylindres dans un châssis de 1920
- Mercury série 640/O640 (1930-35), camion de 3,5 tonnes, aussi en version autocar léger
- AEC Regal série 662/O662 (1929-40), principal autobus AEC à un étage de 1930
- AEC Regal 4 série 642/O642 (1930-37), variante du Regal avec petit moteur 4 cylindres
- AEC Regal II série 862/O862 (1935-39), variante du Regal avec capot raccourci pour une plus grande capacité
- Ranger 650 (1934), version normale du Regal 4, 2 exemplaires fabriqués
- Ranger 665/O665 (1930-38), version normale du Regal
- Ranger 670/O670 (1931-37), version export du Ranger pour le Canada
- Regent 661/O661 (1929–1942), principal modèle AEC 2 étages de 1930
- Renown 663 (1929–1938), 3 essieux - 2 étages
- Renown 664/O664 (1930-40), variante longue du Renown à 1 ou 2 étages
- AEC type Q 761/O761 (1933–1936), variante 2 étages du type Q
- AEC Q-type 762/O762 (1932–1937), 1 étage avec le moteur latéral placé derrière l'essieu avant
- AEC type Q O763 (1937), 3 essieux - type Q à 2 étages

#### 1945-1979
- AEC Regent II (1945–1947)
- AEC Regent III RT (1939–1954)
- AEC Regent III (1947–1957)
- AEC Regal I (1946–1947)
- AEC Regal III (1947–1953)

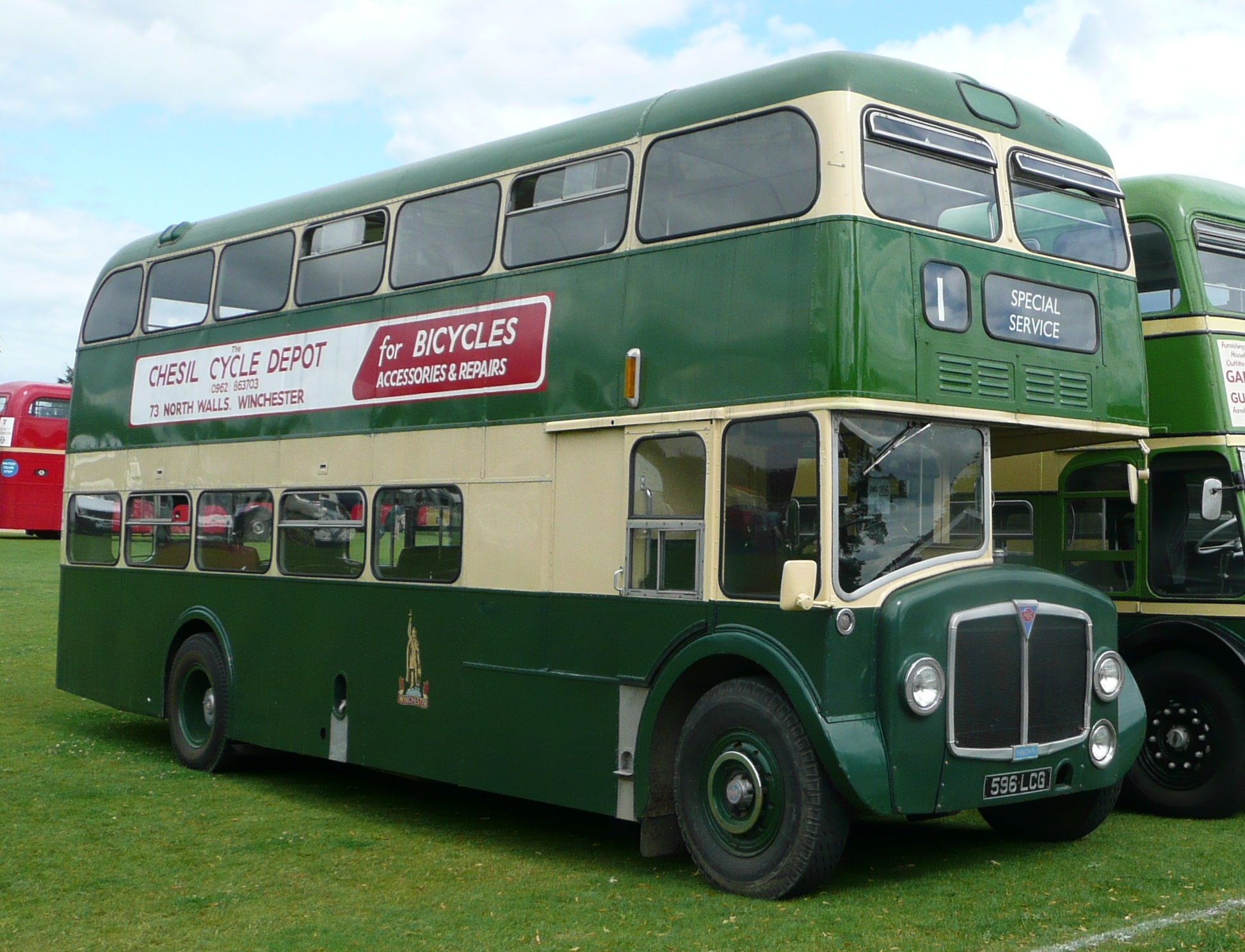
AEC Renown de 1964 restauré et appartenant à "Friends of King Alfred Buses" (FoKAB)

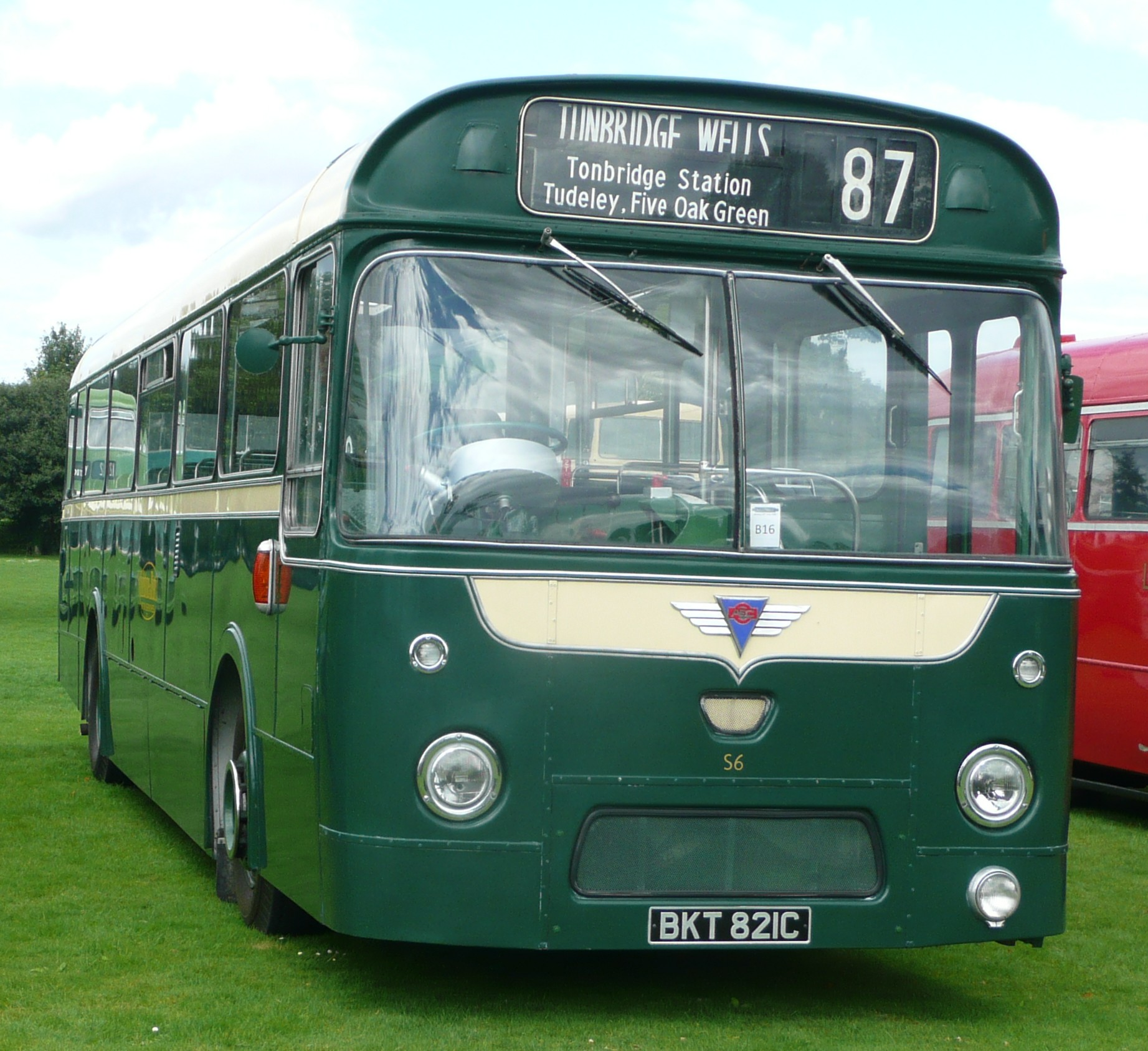
Autobus AEC Reliance/Marshall au Alton bus rally, Anstey Park (2008)

- AEC Regal IV (1949–1960), 1 étage avec le moteur placé sous le plancher
- AEC Regal V (1955–1959)
- AEC Reliance (1953–1979)
- Monocoach
- AEC Regent V (1954–1969)
- AEC Routemaster (1954–1968)
- Ranger (1955-?), modèle export conçu sur la base du camion Mercury/Monarch
- AEC Bridgemaster (1956–1962)
- Ranger (1957–1979)
- AEC Renown (1962–1967)
- AEC Regal VI (1962–1979)
- AEC Swift (1964–1979)
- AEC Merlin (1965–1972)
- AEC Sabre (1968–1970)

#### Prototypes
- AEC type T (1920)
- AEC Regent IV (1949) - prototype unique à 2 étages avec le moteur sous le plancher
- Routemaster FRM (1966) - version avec moteur à l'arrière

#### Trolleybus

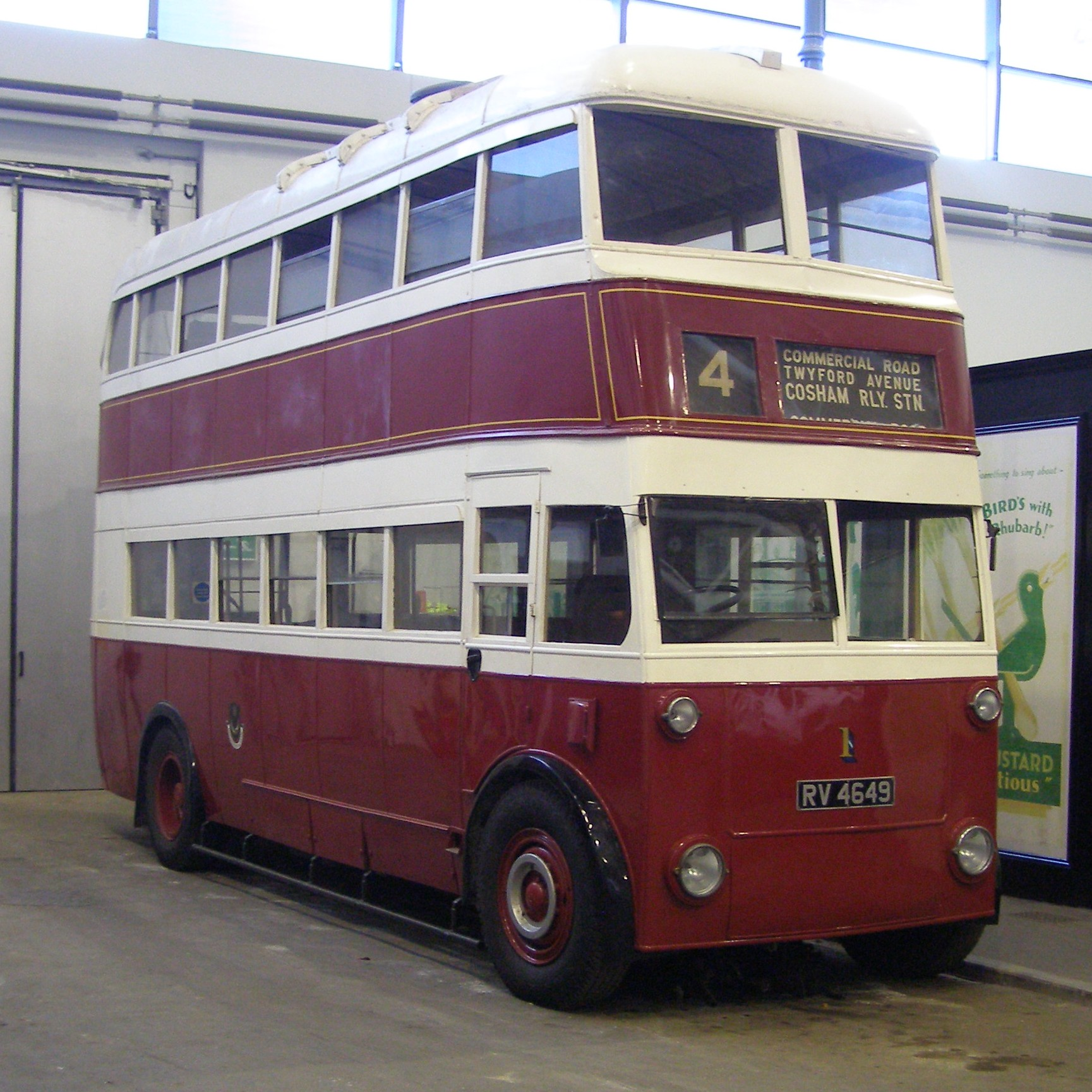
AEC 661T de 1934

- 601
- 602
- 603 / 603T
- 604
- 605
- 607
- 661T
- 662T
- 663T
- 664T
- 691T
- 761T

### Camions et véhicules utilitaires
- Type Y - premier véhicule industriel conçu par AEC en 1915. Le type YA (amélioré) est apparu en 1917. Plus de 10.000 exemplaires ont été fournis à l'armée britannique en 1919 et revendus, après la guerre, à des civils. La fabrication des types YB et YC a continué jusqu'en 1921.
- Modèle 201
- Modèle 428
- Modèles 501 & 506
- Modèle 701
- Train routier - l'AEC Roadtrain était un véhicule expérimental construit en 1931
- Majestic - il y a eu 3 versions distinctes de l'AEC Majestic :
  - modèle 666 (1930-36) - camion de 6 tonnes
  - modèles 3521/3531 (1950–57) - camion 6x2 avec 2 essieux directeurs avant, PTAC de 10 tonnes, baptisé "Chinese six" au Royaume-Uni, avec cabine avancée
  - modèle GB6 (1959–68) - version lourde 6x4 pour l'exportation

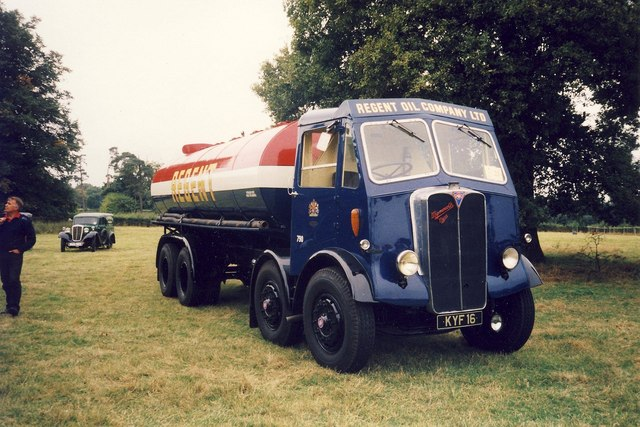
Camion citerne Mammoth Major

- Mammoth - L'AEC Mammoth a été présenté en 1930. C'était le plus gros camion de la gamme AEC et le premier avec une cabine avancée. À l'origine, c'était un camion traditionnel 4x2 de moyen tonnage 7/8 tonnes avec un moteur 6 cylindres en ligne développant 110 cv / 82 kW. Une variante 6x4, "Mammoth Major" suivra. À partir de 1934, une distinction est faite entre le "Mammoth Minor" plus léger, le "Mammoth Major 6" (6x4) et le "Mammoth Major 8" (8x2 ou 8x4), qui sont apparus en 1934. Le "Mammoth Major Mk II" 8x4 a été introduit en 1935 qui transporter des charges de 15 tonnes, est resté en production jusqu'en 1948 et remplacé par le Mk III, mécaniquement similaire, mais avec la cabine Park Royal. Les Mammoth Majors suivants ont bénéficié de la cabine Mk V, puis de la cabine basculante Ergomatic. Les modèles Mammoth 4x2 et Mammoth Minor léger ont eu une durée de vie très courte. Leurs deux noms ont été réutilisés plus tard. 
  - Mammoth 667 (1930–34) - 4x2 cabine avancée
  - Mammoth Major 6 Mk.I/II 668 (1930–35), 366/O366 (1935–48) - 6x4 cabine avancée (Mk.II à partir de 1934)
  - Mammoth Major 6 Mk.III 3671/3672/3673 (1948–60) - 6x4 cabine avancée (cabine "tin front" à partir de 1955)
  - Mammoth Major 6 Mk.V G6 (1959–66) - 6x4 cabine avancée
  - Mammoth Major 6 TG6R (1965–78) - 6x4 cabine avancée basculante Ergomatic
  - Mammoth Major 8 Mk.II 680 (1934–35), 386/O386 (1935–48) - 8x4 cabine avancée
  - Mammoth Major 8 Mk.III 3871/3872/3873/3881/3882 (1948–61)- 8x4 cabine avancée (cabine "tin front" à partir de 1955)
  - Mammoth Major 8 Mk.V G8 (1959–66) - 8x4 cabine avancée,
  - Mammoth Major 8 TG8R (1966–78) - 8x4 cabine avancée basculante Ergomatic
  - Mammoth Minor 366L (1936–41) - 6x2 léger avec cabine avancée
  - Mammoth Minor TG6RF (1965–67) - 6x2 ("Chinese six") cabine avancée basculante Ergomatic
- Plusieurs versions de la gamme Mammoth avec cabine traditionnelle à capot étaient aussi disponibles mais beaucoup moins courantes :
  - Mammoth Major 6 Mk.I/II 266 (1930–36) & 366 (1936–48) - 6x2
  - Mammoth Major 6 Mk.III 2671 (1948–60) & 2621/2631 (1956–62) - 6x4
  - Mammoth Mk.III 2421/2431 (1956–62), 4x2

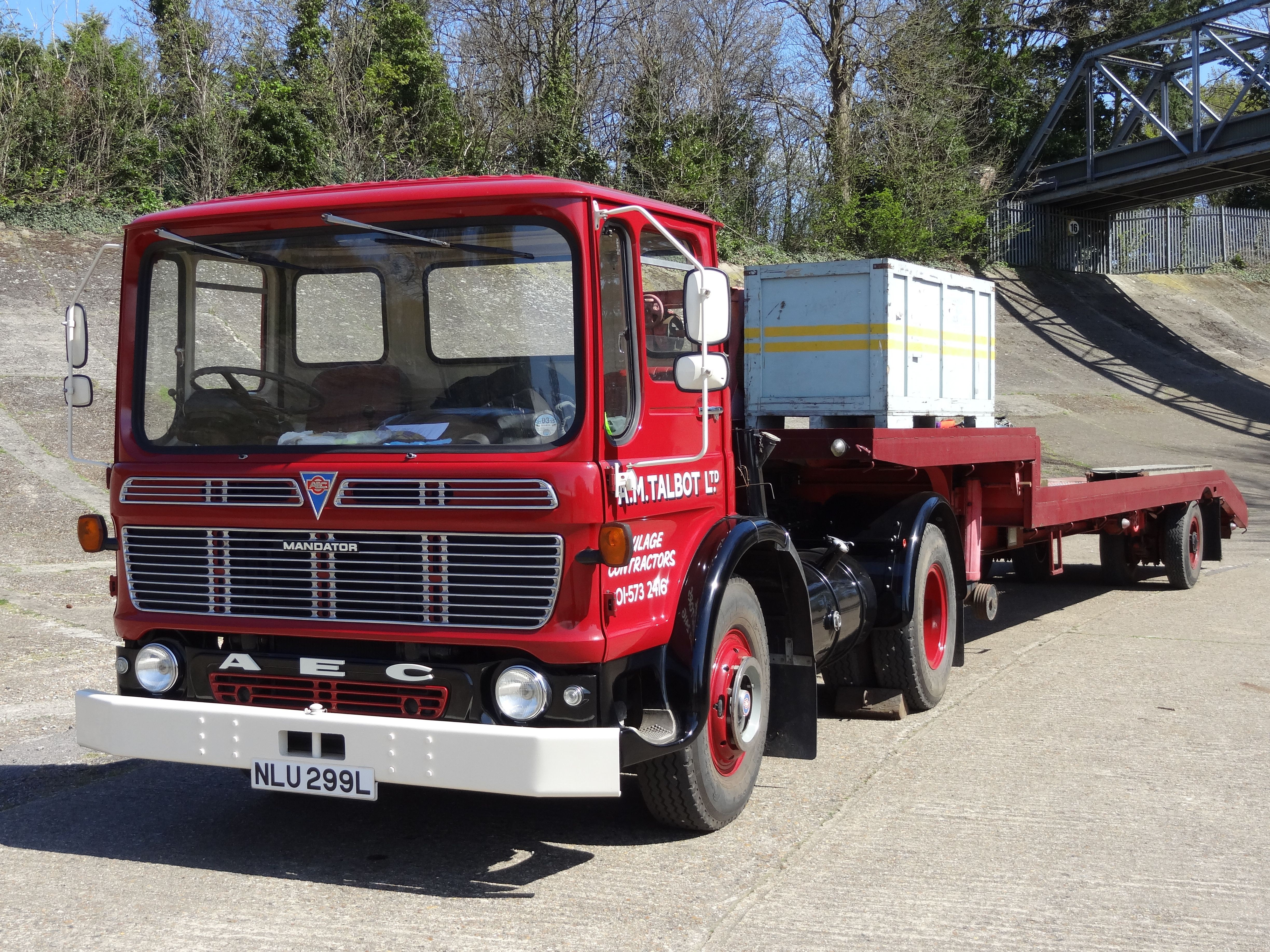
AEC Mandator

- Mandator - Le nom Mandator était utilisé à l'origine pour les modèles de moyen tonnage dans les années 1930, mais en 1949, le Matador 4x2 a été renommé Mandator. Le nom a été utilisé pour les modèles 4x2 plus lourds jusqu'à la fin de leur production dans les années 1970. Ces modèles étaient particulièrement populaires dans la version tracteur de semi-remorques. 
  - Mandator 669 (1931–35) - medium-duty 4x2 cabine avancée
  - Mandator 672 (1931–32) - medium-duty 4x2 cabine à capot
  - Mandator Mk.III 3472/3474/3475 (1949–55) - 4x2 cabine avancée, a succédé au Matador 3471
  - Mandator Mk.III 2472 (1949–61) - 4x2 cabine à capot
  - Mandator Mk.III 3481/3482/3483/3484 (1955–61) - 4x2 cabine avancée "'tin front"
  - Mandator Mk.V G4 (1959–66) - 4x2 cabine avancée
  - Mandator TG4 (1965–78) - 4x2 cabine avancée basculante Ergomatic

- Marathon - Le Leyland Marathon (1973-1979) était un tracteur 4x2 ou 6x4 avec une cabine Ergomatic modifiée, construit dans l'usine AEC de Southall. Quelques exemplaires ont été commercialisés sous la marque AEC pour satisfaire les ancins clients fidèles de la marque. Le nom "Marathon" était utilisé auparavant pour désigner un châssis d'autobus.

- Marshal - Camion militaire 6x4 de 3 tonnes construit avant-guerre avec différents types de carrosseries. Certains ont été utilisés par la Royal Air Force et transformés en camions grues avec des grues Coles. Le nom a été réutilisé dans les années 1960/70 pour les camions 6x2 et 6x4 de moyen tonnage. 
  - Marshal 644 (1932/35-41) - camion militaire 6x4. les prototypes de 1932 prévoyaient des versions avec cabines à capot et avancées mais toutes les unités fabriquées étaient équipées de cabines avancées.
  - Marshal GM6 (1961–66) - 6x2 ou 6x4, moyen tonnage avec cabine avancée Mk.V
  - Marshal TGM6 (1965–77) - 6x2 ou 6x4 moyen tonnage avec cabine avancée basculante Ergomatic. Variante avec un plus gros moteur (déclassé) était connue sous le nom de Marshal Major 2TGM6
  - Marshal TGM8 (1967–68) 8x4 moyen tonnage avec cabine avancée basculante Ergomatic

- Matador - Le premier camion 4x2 AEC Matador de 5 tonnes a été présenté en 1932, mais la version la plus célèbre a été le tracteur d'artillerie 4x4 de 1938. Ces véhicules ont bénéficié de l'expérience d'AEC en matière de transmission à quatre roues motrices acquise grâce à sa mise au point du Hardy 4x4. AEC a produit 9.620 tracteurs d'artillerie et 514 camions citernes 6x6 pour la Royal Air Force, 192 camions 6x6 dont certains équipés de grues Coles et 185 véhicules 6x4 pour les unités mobiles d'oxygène. Ils étaient connus sous le surnom de "Mat". Des Matador civils sont apparus après la guerre, et de nombreux anciens matadors militaires ont été transformés pour un usage civil, notamment forestier. Il y a eu une dernière petite série du Matador 0853 4x4 pour l'armée au début des années 1950 en raison de problèmes rencontrés avec les Leyland qui devaient le remplacer. Le dernier Matador était une variante 4x4 du Mercury en 1960. 
  - Matador Mk.I 645 (1932–35) - 4x2 avec cabine avancée du Mercury
  - Matador Mk.II 346/O346 (1935–47) - 4x2 cabine avancée. La version 236/O246 (1935–40) était équipée d'une cabine à capot
  - Matador Mk.II/III 853/O853 (1938–59) - 4x4 cabine avancée (Mk.III à partir de 1947)
  - Matador Mk.III 3471 (1947–49) - 4x2 cabine avancée. Renommé Mandator en 1949
  - Matador 4GM4 (1960–65) - 4x4 cabine avancée (avec cabine Mk.V mais commercialisé comme "Matador Mk.II")

Le nom "Matador" a souvent été utilisé pour les véhicules militaires 6x6 de 10 tonnes type 854/O854, construits de 1940 à 1944, car ce modèle n'a jamais reçu de nom officiel. Il s'agissait d'un châssis Matador allongé, couplé à un bogie à double entraînement Marshal. 

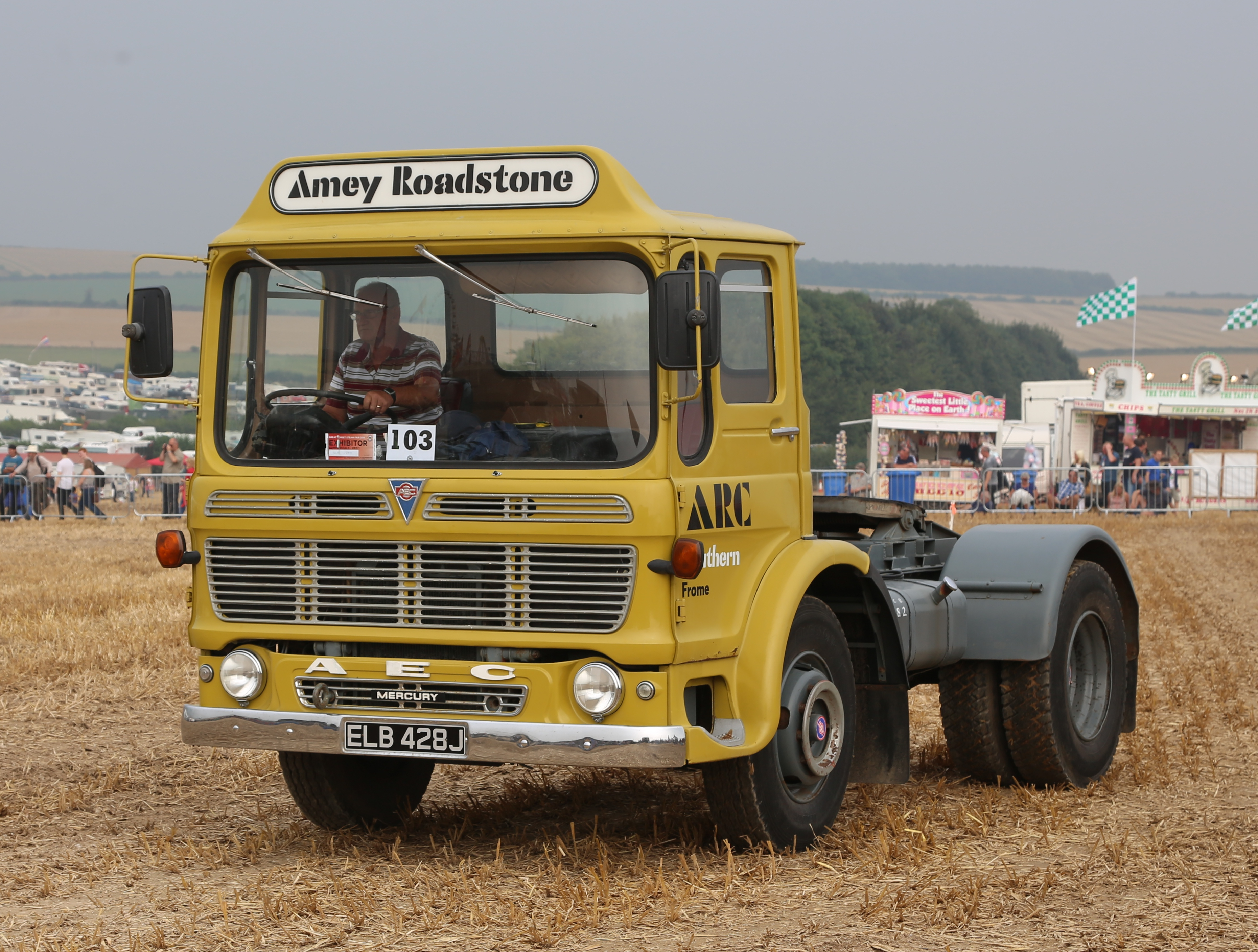
Un tracteur AEC Mercury de 1970

- Mercury - Le premier AEC Mercury type 440 est apparu en 1928. Il s'agissait d'un camion à cabine à capot avec un empattement de 4,3 mètres avec une charge utile de 4 tonnes. Le modèle 640 est apparu en 1930, avec un moteur à essence quatre cylindres développant 65 cv SAE. Le nom a été repris pour les camions et tracteurs 4x2 de moyen tonnage des années 1950 à 1970. 
  - Mercury 640 (1928–37) - 4x2 cabine traditionnelle à capot
  - Mercury G4M (1953–65) - 4x2 medium-duty cabine avancée. Le Mk.I (1953–55) avait une cabine "Duramin" tandis que le Mk.II (1955–65) dispoqait d'une cabine "Park Royal" "tin front" et plus tard Mk.V.
  - Mercury TGM4 (1964–77) - 4x2 moyen tonnage avec cabine avancée basculante Ergomatic. Sur certains marchés à l'exportation, notamment la Nouvelle Zélande, ce modèle a été commercialisé sous le nom "Monarch".

- Militant - L' AEC Militant ou "Milly" qui a remplacé le "Matador" en 1952, était un camion militaire tracteur d'artillerie 6x4 ou 6x6 qui a été produit sous diverses formes jusque dans les années 1970. 
  - Militant Mk.I O859 & O860 (1952–66) - camions 6x4 et 6x6 avec cabine avancée
  - Militant Mk.II (1962, prototype) - 6x6 cabine avancée Park Royal Mk.V
  - Militant Mk.III O870 & O880 (1966–79) - 6x6 cabine avancée, derniers véhicules à utiliser une variante de la cabine Park Royal.

- Mogul - L'AEC Mogul GM4 (1959-1967) était un camion 4x2 à cabine à capot construit principalement pour les marchés d'exportation. Le nom Mogul avait été utilisé à l'origine sur les camions Maudslay.

- Monarch - La première génération du camion "Monarch" a été construite de 1930 à 1939 dans les usines AEC de Southall. La première série avait une charge utile de 7 tonnes, passée à 7,5 tonnes en 1933. Il était équipé d'un moteur 4 cylindres de 5,1 litres diesel développant 85 cv (63 kW) ou d'un moteur essence de 5,1 litres développant 80 cv. Ce camion était robuste et apprécié des conducteurs et des opérateurs. Il a été abandonné dans les années 1950, bien que ce nom ait été réutilisé dans les années 1970 sur certains marchés d'exportation.  TL 3513 (1934) KYE 402 (1949)
  - Monarch Mk.I 641 (1930–33) & 647/648 (1933–35) - 4x2 cabine avancée
  - Monarch Mk.II 244 (1935-40) - 4x2 avec cabine à capot
  - Monarch Mk.II 344/346/O346 (1935–47) - 4x2 cabine avancée
  - Monarch Mk.III O345/3451 (1947–56) - 4x2 cabine avancée
  - Monarch TGM4 (voir Mercury TGM4)

- Mustang - Le "Mustang GM6" (1956-1961) était un camion avec cabine avancée 6x2 de moyen tonnage, à deux essieux directionnels avant («six chinois»), dérivé du "Mercury"

- Camions bennes - de 1957 à 1971, AEC a construit une vaste série de camions benne de chantier :
  - Modèle 3673M (1957–63) - 6x4 demi cabine, dérivé du "Mammoth Major", d'une capacité de 7,65 m3,
  - Model HDK4 (1959–65) - 4x4 avec cabine à capot, capacité de 13,76 m3,
  - Model DK6 (1961–62) - 6x4 ou 6x6 avec demi cabine avancée, dérivé du "Militant", capacité de 7,65 m3.
  - Model BDK6 (1964–71) - cabine à capot, 6-wheeler, capacité de 7,65 m3. Modèle basé sur une conception Thornycroft et aussi commercialisé sous les marques Leyland, Aveling Barford et Scammell.

### Matériel ferroviaire
AEC s'est également intéressé au matériel ferroviaire et a construit 19 autorails d'une capacité de 32 à 37 passagers entre 1922 et 1925 pour Victorian Railways. AEC a également fabriqué des moteurs de 130 cv (97 kW) entre 1934 et 1941 qui ont équipé 38 autorails GWR-Great Western Railway et 11 autorails DMU de British United Traction entre 1953 et 1957.

## Source
- (en) Cet article est partiellement ou en totalité issu de l’article de Wikipédia en anglais intitulé « Associated Equipment Company » (voir la liste des auteurs).